# Körsbär

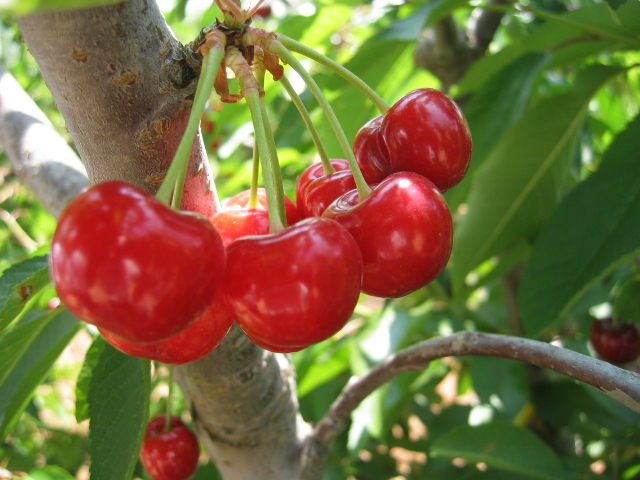
Körsbär

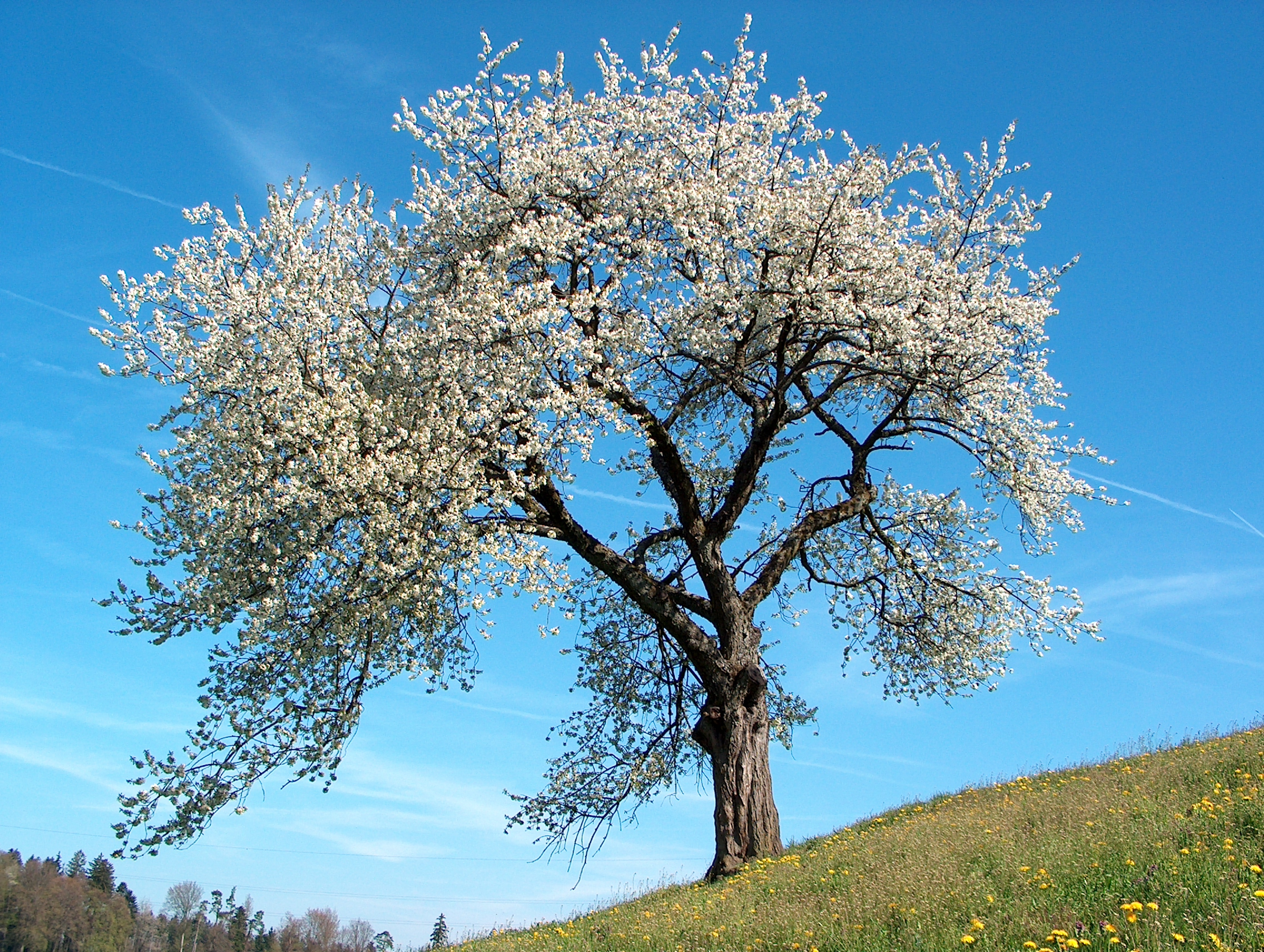
Ett blommande körsbärsträd

Körsbär är stenfrukten för vissa arter i plommonsläktet. Dessa arter bildar ingen systematisk grupp. Stenen (kärnan) kan vara 0,5–1 cm stor och ligger inbäddad i bärets röda eller gul-röda fruktkött. Den sprids av fåglar och av människor som uppskattar den aromatiska frukten.

## Användning

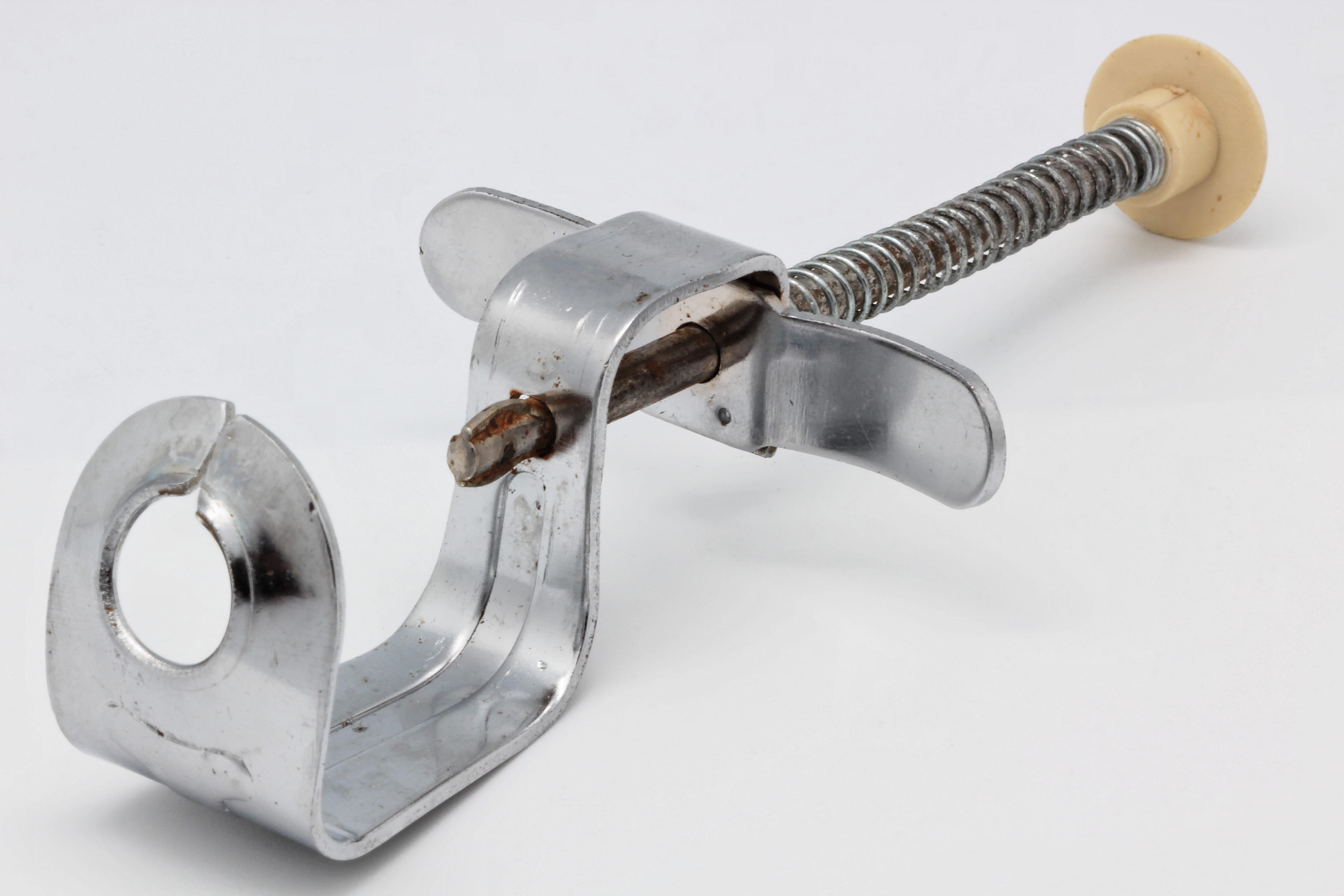
Urkärnare för körsbär

Man skiljer bland annat mellan sura (se surkörsbär, där klarbär är en sortgrupp) och söta körsbär (se sötkörsbär, även benämnd fågelbär, där odlade varianter kan kallas bigarråer). Man äter körsbär råa, men även som kompott och marmelad, eller i fruktyoghurt och bakverk. Körsbärsäsongen är kort, men körsbär kan konserveras länge genom inkokning eller djupfrysning. Körsbär syltas även och säljs som så kallade cocktailbär, inlagda i sockerlag.
Soppa eller saftkräm på körsbär kan tillagas med kärnorna kvar i frukten ("spottsoppa") och vid tillagning av saft silas kärnorna bort med skalen när de sönderkokta bären pressas. Men för många andra användningar (sylt, marmelad, garnering av tårtor) måste kärnorna avlägsnas från frukten. Det kan göras för hand med ett uppböjt gem eller en hårnål eller med ett redskap som kallas urkärnare. De flesta urkärnare bygger på principen att en stång skjuter kärnan genom ett hål i en skålad bottenplatta.

### Hälsoeffekter
Körsbär är hälsosamma tack vare sin höga halt av C-vitamin och att de innehåller antiinflammatoriska ämnen. Andra positiva hälsoeffekter som konsumtion av körsbär påstås medföra är att de kan motverka gikt, ledinflammationartrit och hudinfektioner.
Körsbärskärnor innehåller cyanogena glykosider vilka i kroppen kan omvandlas till vätecyanid. Förtäringen av tuggade körsbärskärnor kan därför leda till cyanidförgiftning.

## Arter
Det finns flera arter av körsbär, samtliga i växtsläktet plommonsläktet (Prunus). Odlade sorter av sötkörsbär kallas med ett samlingsnamn för bigarråer. Somliga taxonomer anser att körsbär utgör ett undersläkte till plommonsläktet eller ett eget släkte, och då med namnet Cerasus.

## Kulturell betydelse

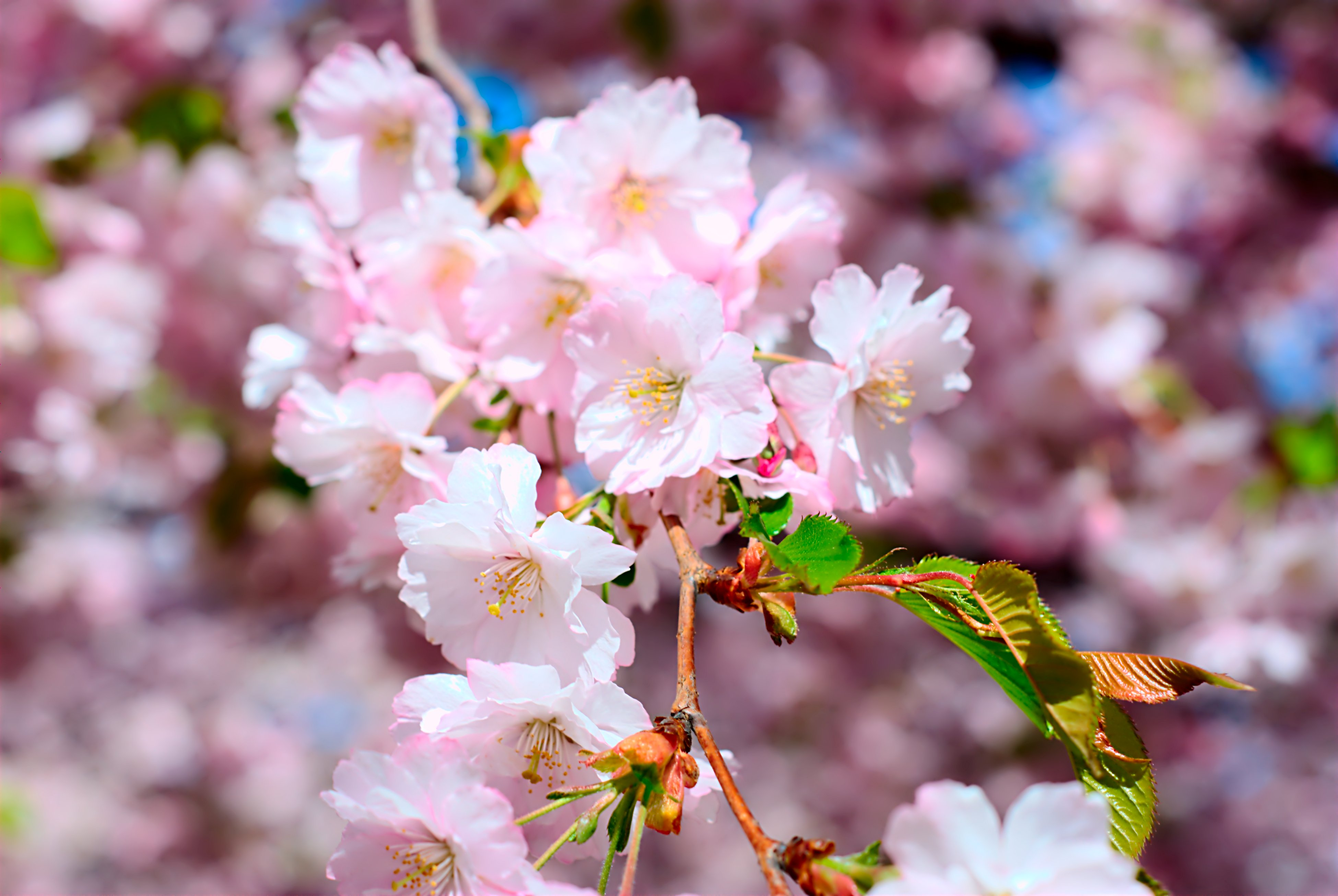
Blommor på ett japanskt prydnadskörsbär, Stockholm våren 2011.

Körsbärsblomman (japanska: 桜?, sakura) har i Japan en särskilt stor kulturell betydelse. Vårens blomning av särskilt japanskt prydnadskörsbär (P. serrulata, japanska: amasakura) ses som en viktig årstidsmarkör.

## Körsbärsarter
- Surkörsbär (Prunus cerasus)
- Sötkörsbär (P. avium)
- Japanskt prydnadskörsbär (P. serrulata)
- Sakura (körsbärsblomman inom japansk kultur)